# Formai de mut dell'Alta Valle Brembana
Le formai de mut dell’Alta Valle Brembana (littéralement fromage de montagne de la haute vallée Brembana en lombard) est un fromage italien fabriqué dans la province de Bergame en Lombardie. Il s'agit d'un fromage à pâte pressée demi-cuite au lait de vache cru entier. Il est protégé à l'échelle européenne par une appellation d'origine protégée depuis 1996.

## Description
Le formai de mut dell’Alta Valle Brembana se présente sous forme de meules pesant de 8 kg à 12 kg, ayant un diamètre allant de 30 cm à 40 cm et une hauteur de 8 cm à 10 cm. La croûte, naturelle, est mince et de couleur jaune tendant vers le gris avec l'affinage. La pâte est compacte et élastique, de couleur blanche ou jaune paille. Elle contient de petits trous de diamètre irrégulier. Le goût du formai de mut dell’Alta Valle Brembana est doux et peu salé. Sa teneur en matière grasse sur extrait sec est d'au moins 42%.
Les formai de mut dell’Alta Valle Brembana dont l'affinage est supérieur à 6 mois portent la mention riserva.

## Fabrication
Le formai de mut dell’Alta Valle Brembana est produit à partir de lait de vaches élevées dans les communes de Averara, Branzi, Camerata Cornello, Carona, Cassiglio, Cusio, Foppolo, Isola di Fondra, Lenna, Mezzoldo, Moio de’ Calvi, Olmo al Brembo, Ornica, Piazza Brembana, Piazzatorre, Piazzolo, Roncobello, Santa Brigida, Valleve, Valnegra et Valtorta, toutes dans la province de Bergame en Lombardie. Il peut être produit toute l'année dans des laiteries en vallées ou bien artisanalement, en alpage, de mai à octobre. La fabrication se fait à partir de lait cru et commence par le caillage du lait, effectué à une température comprise entre 35 °C et 27 °C, par ajout de présure animale et éventuellement de ferments lactiques. Après avoir été découpé, le caillé est chauffé jusqu'à une température allant de 43°C à 50°C. Il est ensuite moulé, pressé puis salé soit par immersion dans un bain de saumure, soit en étant frotté avec du sel. Il est enfin affiné au minimum 45 jours.